# شركة فايرستون للإطارات والمطاط
 شركة فايرستون للإطارات والمطاط  هي شركة إطارات أمريكية أسسها هارفي فايرستون عام 1900 لتوريد الإطارات الهوائية للعربات والمركبات وأشكال النقل على عجلات في ذلك العصر. اكتشف فايرستون بعد فترة قصيرة الإمكانية الهائلة لتسويق الإطارات للسيارات، لذا كانت الشركة رائدة في إنتاج الإطارات بكميات كبيرة. كما كان هارفي فايرستون على صداقة مع هنري فورد، واستخدم فايرستون هذه العلاقة ليصبح المورد الرئيسي لمعدات سيارات شركة فورد للسيارات، ونشط كذلك في مجال قطع الغيار. وفي عام 1988، بيعت الشركة إلى شركة بريدجستون اليابانية.

## وصلات خارجية
- الموقع الرسمي